# Yannick Keijser
Yannick Keijser (Eindhoven, 21 maart 2005) is een Nederlands voetballer die bij voorkeur als middenvelder voor FC Den Bosch speelt. Keijser kan ook als back en buitenspeler uit de voeten.

## Carrière
Hij debuteerde op 18 augustus 2023 in de uitwedstrijd van FC Den Bosch tegen Helmond Sport (1-0). Keijser kwam in de vijfentachtigste minuut in het veld als vervanger van Gedion Zelalem. Uiteindelijk zou Keijser dat seizoen nog eenmaal als invaller binnen de lijnen komen. Hoewel hij achtentwintig wedstrijden bij de selectie van het eerste elftal zat, kwam hij ook nog uit voor de o21 van de club. Vanaf de voorbereiding op het seizoen 2024/25 behoort Keijser definitief tot de selectie van het eerste elftal. Zijn eerste minuten maakte hij dat seizoen op de tweede speeldag tegen Jong AZ (6-0). Keijser verving in de zevenenzeventigste minuut Nick de Groot. Dat was de enige wedstrijd waarin hij dat seizoen in actie kwam.

## Statistieken
| Seizoen                        | Club           | Land           | Competitie     | Competitie | Competitie | Beker | Beker | Totaal | Totaal |
| Seizoen                        | Club           | Land           | Competitie     | Wed.       | Dlp.       | Wed.  | Dlp.  | Wed.   | Dlp.   |
| ------------------------------ | -------------- | -------------- | -------------- | ---------- | ---------- | ----- | ----- | ------ | ------ |
| 2023/24                        | FC Den Bosch   | Nederland      | Eerste divisie | 2          | 0          | 0     | 0     | 2      | 0      |
| 2024/25                        | FC Den Bosch   | Nederland      | Eerste divisie | 1          | 0          | 0     | 0     | 1      | 0      |
| Carrièretotaal                 | Carrièretotaal | Carrièretotaal | Carrièretotaal | 3          | 0          | 0     | 0     | 3      | 0      |
| Bijgewerkt op 23 augustus 2024 |                |                |                |            |            |       |       |        |        |